# Dettingen (Horb)
Dettingen ist ein Ortsteil der Stadt Horb am Neckar in Baden-Württemberg mit rund 1600 Einwohnern etwa 40 Kilometer südwestlich von Tübingen im Neckartal. Es liegt rund 6,5 km südwestlich von Horb im Neckartal auf dem Schuttkegel des Längenbachtales.

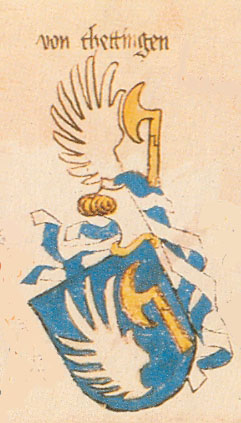
Wappen der Herren von Dettingen

## Geographie
Das Dorf liegt an der Mündung des Dießen-Bachs in den Neckar, der hier eine charakteristische Kurve macht. Der zur Gemeinde gehörende Priorberg ist ein beliebtes Ausflugsziel. Auf dem Weg zum Prioberg bietet sich ein Ausblick auf das gesamte Dorf.

## Geschichte
Dettingen gehörte als preußische Exklave seit 1850 zum Regierungsbezirk Sigmaringen (Hohenzollernsche Lande), bis 1854 zum hohenzollerischen Oberamt Glatt, bis 1925 zum Oberamt Haigerloch und von da an zum Landkreis Hechingen. 1971 wurde Dettingen nach Horb eingemeindet. Bis dahin trug auch die Bahnstation den Namen Dettingen (Hohenzollern).
Die Gemarkung hat eine Fläche von 10,35 km².
Dettingen hatte einst einen eigenen Ortsadel: Die Herren von Dettingen, die teilweise den Beinamen Lamp führten. Als ältester bekannter Ahnherr wird 1139 Rudolfus de Tetingen genannt. Der letzte Herr von Dettingen, Reinhard, starb am 1. Oktober 1617 in Freiburg und wurde dort in der Lichtenfels-Krozingen-Kapelle des Freiburger Münsters beigesetzt.
In Dettingen befand sich von 1881 bis 1965 die einzige Schiefertafelfabrik im heutigen Baden-Württemberg.
Am 1. Dezember 1971 wurde Dettingen in die Stadt Horb am Neckar eingegliedert.

## Religion
Dettingens Bevölkerung ist überwiegend römisch-katholischer Konfession
Seit 1871 gibt es auch eine evangelische Kirche, welche heute zur Evangelischen Landeskirche in Württemberg gehört, bis 1950 gehörte der Kirchenkreis Hohenzollern zur Evangelischen Kirche im Rheinland, eigentlich zur Kirchenprovinz Rheinland der Kirche der altpreußischen Union. In den evangelischen Gemeinden in Hohenzollern hat die Altpreußische Gottesdienstform, auf Wunsch der Gemeinden auch weiterhin Bestand.

## Verkehr
Dettingen liegt an der Bahnstrecke Plochingen–Immendingen, der ehemalige Haltepunkt des Ortes wurde jedoch schon 1977 aufgelassen.

## Persönlichkeiten
- Gabriele Loges (* 1957, geborene Steinhart), Schriftstellerin, Bibliothekarin und Journalistin

## Kultur und Sehenswürdigkeiten

### Bauwerke

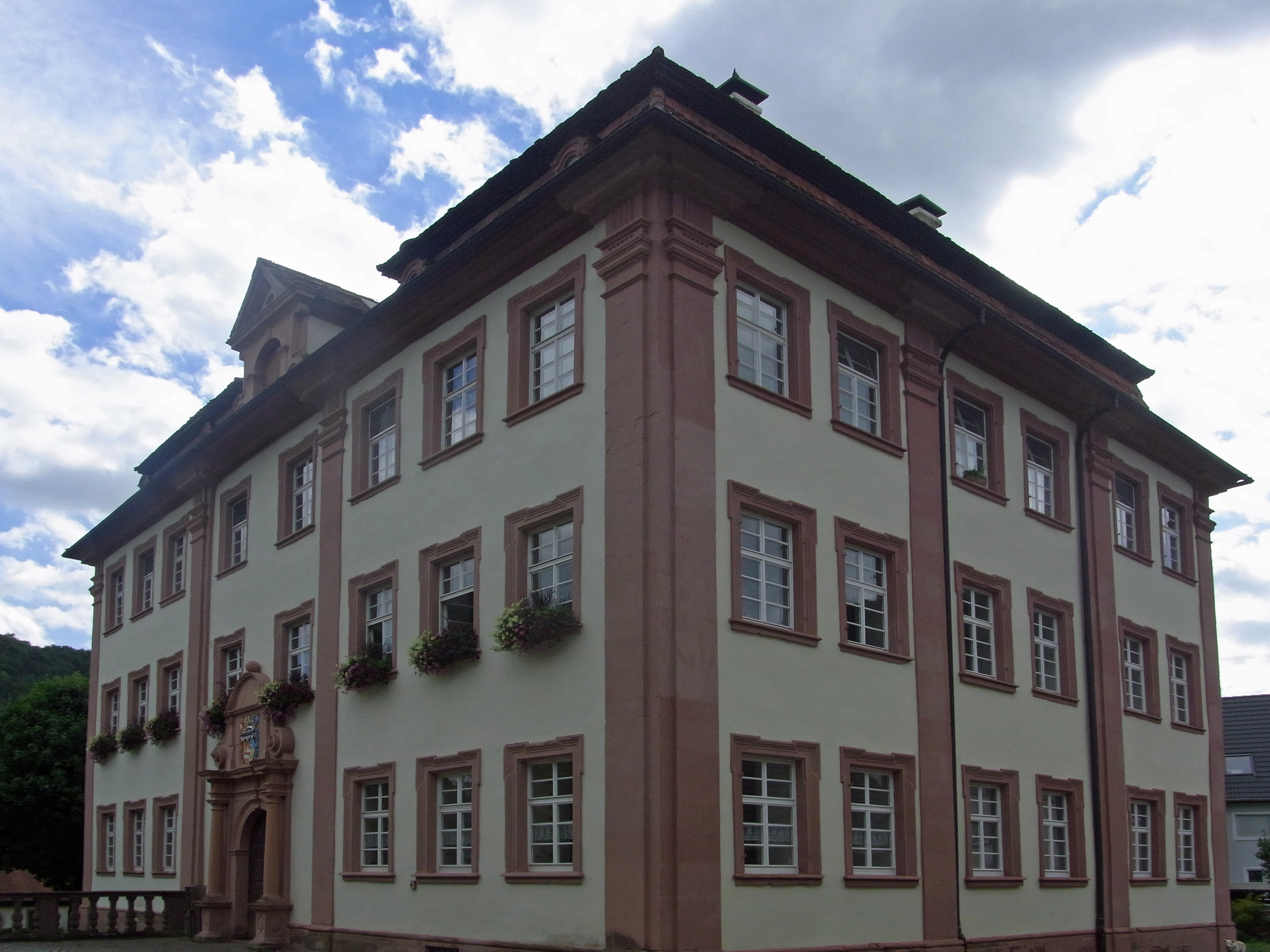
Murischloss

- In Dettingen steht das 1746 erbaute Murischloss.[4]
- Pfarrkirche St. Peter